# Nûr-Adad
Nûr-Adad ou Nur-Hadad, que quelques spécialistes donnent originaire de Lagash, fut un roi de Larsa qui régna vers 1865-1850 av. J.-C. Il régna 16 ans.
Avec lui commence une nouvelle dynastie composée de cinq rois. Il est à noter que leurs noms sont entièrement akkadiens et non amorrites. Nūr-Adad prétend être originaire de Larsa, mais évite toute référence aux Amorrites. Au lieu de cela, lui et ses successeurs semblent se référer précisément aux anciens dirigeants sumériens de Lagash et fonder leur légitimité sur cela. Une autre différence est que lui et ses successeurs se disent roi de Larsa mais jamais roi d'Ur comme leurs prédécesseurs. Au lieu de cela, ils utilisent des désignations cultuelles telles que gardien d'Ur ou véritable fermier d'Ur. 

## Intronisation
Il y a une inscription assez longue par son fils et successeur Sin-iddinam louant les actes de son père. Cette inscription décrit comment Nur-adad est arrivé au pouvoir. Un malfaiteur, dont le nom n'est malheureusement plus lisible, s'est emparé de l'embouchure du canal qui arrose le pays de Larsa. Il a construit un barrage qui prive Larsa d'eau d'irrigation. Les citoyens de la ville se sont révoltés contre cela. Nur-adad s'est élevé parmi eux et a détruit le barrage surélevé. Il est possible que le mécréant soit en réalité son prédécesseur Sumu-El qui préfère se faire appeler roi d'Ur et tente de soumettre le grand rival Isin avec le barrage, sans tenir compte des citoyens de Larsa.

## Inscriptions
Un certain nombre d'inscriptions royales sont trouvées ainsi qu'un certain nombre de cônes. Ceux d'Enunmaḫ d'Ur indiquent des activités de construction dans ce sanctuaire. Une longue inscription mentionne la construction d'un four et d'un du 8 -maḫ (un chaudron ?) pour le dieu Nanna sur trois cylindres de cuivre et un certain nombre de cônes trouvés à Ur. D'autres cônes d'argile creusés dans le Gipar-ku d'Ur mentionnent un « dressing » pour la déesse Ningal. Une inscription conique à Lars mentionne la construction sur le mur de la ville. Bien que le nom du roi ne soit pas lisible, on pense qu'il vient également de Nūr-Adad. De plus, il existe un certain nombre d'empreintes de sceaux de ses serviteurs qui font référence à lui.